# Saccostomus mearnsi
Saccostomus mearnsi é uma espécie de roedor da família Nesomyidae.
Pode ser encontrada na Etiópia, Quénia, Somália, Tanzânia e Uganda.
Os seus habitats naturais são: savanas áridas, matagal árido tropical ou subtropical, desertos quentes e terras aráveis.